# Naissance en 838
Naissance
- 834
- 835
- 836
- 837
- 838
- 839
- 840
- 841
- 842

Cette page dresse une liste de personnalités nées au cours de l'année 838 :
- Fujiwara no Takafuji, kugyō (noble japonais) de l'époque de Heian.

date incertaine (vers 838)
- Ali Ibn Sahl Rabban al-Tabari, érudit islamique (Ouléma), médecin et précurseur de la sociologie et de la psychologie issu de la communauté Juive persanne et de la communauté zoroastrienne.

## Crédit d'auteurs
- Cet article est partiellement ou en totalité issu de l'article intitulé « 838 » (voir la liste des auteurs).